# Pallavolo ai VII Giochi del Mediterraneo - Torneo femminile
Il torneo femminile di pallavolo ai VII Giochi del Mediterraneo si è svolto nel 1975 ad Algeri, in Algeria, durante i VII Giochi del Mediterraneo. Al torneo hanno partecipato 5 squadre nazionali di stati che si affacciano sul Mar Mediterraneo e la vittoria finale è andata per la prima volta alla Jugoslavia.

## Classifica finale
| Classifica | Squadre    |
| ---------- | ---------- |
|            | Jugoslavia |
|            | Italia     |
|            | Turchia    |
| 4          | Egitto     |
| 5          | Algeria    |